# Chiesa di San Michele Arcangelo (Anzano del Parco)
La chiesa di San Michele Arcangelo, o anche più semplicemente chiesa di San Michele, è la parrocchiale di Anzano del Parco, in provincia di Como e arcidiocesi di Milano; fa parte del decanato di Erba.

## Storia
La prima citazione di una chiesa ad Anzano è da ricercare nel Liber Notitiae Sanctorum Mediolani, redatto nel XIII secolo da Goffredo da Bussero, si legge che essa dipendeva dalla pieve di Incino; ciò è confermato pure da un documento datato 1398.
Nelle relazioni delle visite pastorali del Cinquecento si legge che la chiesa era caratterizzata da archi trasversali, presumibilmente risalenti all'epoca medievale; nel 1562 essa venne consacrata.
Tra quel secolo e il successivo l'edificio venne interessato da un ampliamento che ne riguardò la parte terminale: in questa occasione, infatti, si procedette alla ricostruzione dell'abside, all'aggiunta di una campata e alla realizzazione del coro.
Nel 1712 la chiesa fu ampliata ulteriormente con l'edificazione delle cappelle laterali; alcuni decenni dopo, nel 1752, l'arcivescovo di Milano Giuseppe Pozzobonelli rilevò che il numero dei fedeli era pari a 729 e che la parrocchiale, in cui aveva la confraternita del Santissimo Sacramento, aveva come filiali gli oratori di Sant'Andrea Apostolo e di Sant'Anna, entrambi localizzati nel borgo di Fabbrica.
Dagli atti relativi alla visita pastorale dell'arcivescovo Andrea Carlo Ferrari del 1898 s'apprende che i fedeli ammontavano a 1360 e che nella parrocchiale di San Michele Arcangelo, dalla quale dipendevano gli oratori di Sant'Andrea Apostolo a Fabbrica Durini e dell'Addolorata, aveva sede la confraternita del Santissimo Sacramento.
Tra il 1927 e il 1928 la struttura venne nuovamente ingrandita con il prolungamento della navata di due campate e la costruzione della nuova facciata; pochi anni dopo, nel 1935, si procedette alla sopraelevazione del campanile.
Nel 1969, in seguito alla soppressione del vicariato di Alzate Brianza, la parrocchia entrò a far parte di quello di Incino, per poi confluire nel 1972, con la riorganizzazione territoriale dell'arcidiocesi voluta dall'arcivescovo Giovanni Colombo, nel neo-costituito decanato di Erba.
Nel 2000 si procedette all'esecuzione dell'adeguamento liturgico secondo le norme postconciliari mediante l'aggiunta dell'ambone e dell'altare rivolto verso l'assemblea; nel 2015 la chiesa e il campanile vennero restaurati.

## Descrizione

### Esterno
La facciata a capanna della chiesa, rivolta a occidente, è suddivisa da una cornice marcapiano in due registri: quello inferiore presenta centralmente il portale d'ingresso e l'iscrizione che recita "D.O.M. ET S. MICHAELI ARCHAENGELO DICATUM", mentre quello superiore è caratterizzato da una finestra.
Annesso alla parrocchiale è il campanile in mattoni a base quadrata, la cui cella presenta su ogni lato una monofora a tutto sesto ed è coperta dal tetto a quattro falde.

### Interno
L'interno dell'edificio si compone di un'unica navata, sulla quale si affacciano le cappelle laterali, introdotte da archi a tutto sesto, e le cui pareti sono scandite da lesene sorreggenti la trabeazione modanata e aggettante sopra la quale si impostano le volte; al termine dell'aula si sviluppa il presbiterio, rialzato di alcuni gradini, delimitato da balaustre e chiuso dall'abside di forma semicircolare.